# Buckram

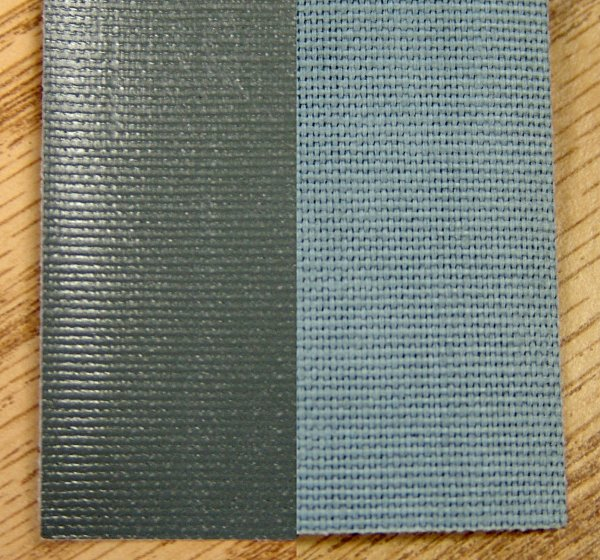
Vzorky buckramu (z roku 2004)

Buckram je silně škrobená tkanina z bavlněné nebo lněné příze používaná na vyztužení oděvů, na klobouky a na vázání knih.

Buckram je známý od středověku. Původně se používal pravděpodobně na výztuž pancířů, od 15. století na vazbu knih a od 19. století na výztuž oděvů. Slovo buckram znamenalo ve staroangličtině, starofrancouzštině, staronizozemštině jemnou lněnou tkaninu.

## Buckram v 21. století
- V 21. století se vyrábí v Evropě např. buckram z bavlněné příze  20 tex, osnova 22, útek 15 nití/cm, 183 g/m² (z toho 30 g laminát), cena 8-15 €/m[3]

- Indický lehký buckram se nabízí za 0,80-1,00 €/m.[4]

- Na klobouky se spojují většinou dvě nebo tři vrstvy jemného buckramu, které se snadno tvarují.[5]